# 아시카가 요시마사
아시카가 요시마사(足利義政)는 무로마치 시대 중기부터 센고쿠 시대 초기에 걸쳐서 재임한 무로마치 막부 제8대 쇼군이다.(재위:1449년~1473년). 부친은 제 6대 쇼군 아시카가 요시노리(足利義教). 요절한 제7대 쇼군 요시카쓰(義勝)는 동복형이다.
막부의 재정난과 쓰치잇키 등으로 골치를 썩여 정무를 소홀히했다. 정실 히노 도미코(日野富子)와 호소카와 가쓰모토(細川勝元)·야마나 소젠(山名宗全) 등 유력 슈고 다이묘에게 막부의 정치를 맡겨 두고, 자신은 건축·예술 등에 탐닉하여 히가시야마 문화를 꽃피우는 등 안온한 생활을 추구하며 문화인의 길을 걸었다.

## 생애

### 쇼군 취임
에이쿄 8년(1436년) 1월 2일, 제 6대 쇼군 아시카가 요시노리의 삼남으로 태어났다. 가키쓰 원년(1441년), 부친 요시노리가 가키쓰의 난(嘉吉の乱)으로 아카마쓰 미쓰스케(赤松満祐)에게 살해당하자, 쇼군직은 친형 아시카가 요시카쓰가 이었다. 그러나, 쇼군 요시카쓰가 가키쓰 3년(1443년)에 요절하였기 때문에, 요시마사는 간레이 하타케야마 모치쿠니(畠山持国)의 후견을 받아 8세의 나이로 쇼군직에 선출되어, 호토쿠 원년(1449년)에 관례를 올리고 정식으로 제 8대 쇼군으로 취임했다.

### 친정에서 측근 정치로
당초 요시마사는 조부 아시카가 요시미쓰와 부친 요시노리의 정책을 부활시키려고 노력하였고, 가마쿠라 구보(후의 고가 구보) 아시카가 시게우지(足利成氏)와 간토 간레이 우에스기 가문(上杉氏) 사이에 벌어진 대규모의 내분(교토쿠의 난(享徳の乱))에도 시게우지 토벌령을 내리고 이복형인 아시카가 마사토모를 호리고에 구보로 파견하는 등 적극적으로 개입하였다. 만도코로시쓰지 이세 사다치카(伊勢貞親)를 필두로하는 만도코로·부교슈(奉行衆)·반슈(番衆)를 중심으로 하는 쇼군 측근 집단을 기반으로 슈고 다이묘의 세력에 대항하여 쇼군의 친정권 강화를 꾀하였다. 이 시기의 무로마치 막부를 요시마사 전제(義政専制) 체제였다고 보는 설도 존재한다.
그러나, 삼마(三魔)라고 불리던 유모 오이마(御今)·가라스마 스케토(烏丸資任)·아리마 모치이에(有馬持家)와 정실 히노 도미코의 친정인 히노 가문(日野家), 유력 슈고 다이묘 등이 정치에 개입하여 쇼군으로서 정치의 주도권을 잡는 것은 지난한 일이었다. 그것을 절실히 느끼게 해주는 사건이 몇 번이나 발생하였다.
당시 슈고 다이묘 가문에는 가독 상속으로 인한 내분이 많아 요시마사는 당초 이 상속 분쟁에 적극적으로 개입하였으나, 가가 슈고 도가시 가문(富樫氏)의 내분에서는 간레이 호소카와 가쓰모토의 반대로 요시마사의 뜻대로 상속이 이루어지지 못했다. 호토쿠 3년(1451년)에도 요시마사는 오와리 슈고다이 오다 가문(織田氏)의 내분에 개입하였으나, 오와리 슈고 시바 가문(斯波氏)의 반대로 좌절되었다. 이런 식으로 요시마사와 슈고 다이묘들의 대립이 지속되자 요시마사는 점차 정치에 관심을 잃어가게 되었다.

### 후계자 문제와 오닌의 난
요시마사는 정실 히노 도미코와의 사이에 아들을 낳았으나, 조로쿠 3년(1459년)에 요절하였다. 도미코는 아들의 요절이 요시마사의 유모 오이마이리노쓰보네(今参局, 오이마)의 저주 때문이라고 여겨 그녀를 비와호의 오키노시마(沖ノ島)로 귀양보냈다. 이후 도미코와 이세 사다치카 등 쇼군 측근의 권세가 강해지게 되었다. 또한, 기근과 재해가 연이었는데,
특히 간쇼 2년(1461년)의 간쇼의 대기근은 교토에도 막대한 피해를 입혀 일설로는 아사자의 사체로 가모가와강(賀茂川)의 물줄기가 막힐 정도였다고 한다. 이러한 상황에도 아랑곳하지 않고 요시마사는 저택 조영 등 토목 공사와 사루가쿠와 주연에 빠져 들어갔다. 특히 간세이의 기근 때에는 고하나조노 천황의 권고를 무시하면서까지 쇼군 저택(하나노 고쇼(花の御所))를 개축한 것으로 악명이 높다.
간쇼 5년(1464년)에는 은거를 생각하게 되었다. 그러나, 도미코와의 사이에 적자가 요절하였기 때문에 출가하여 승려가 되어있던 친동생 요시미(足利義視)를 환속시키고 양자로 삼아 차기 쇼군으로 결정하였다.
그런데, 간쇼 6년(1465년)에 도미코가 아들 아시카가 요시히사를 낳았다. 도미코는 요시히사가 쇼군이 되기를 바라고, 정권의 실력자였던 야마나 소젠에게 협력을 부탁했다. 한편 이에 대항하여 요시미는 간레이 호소카와 가쓰모토와 손을 잡았다. 이렇게 쇼군 가문의 가독 계승 문제가 격화되고 있었는데도, 요시마사는 어느 쪽에도 쇼군직을 물려주지 않고, 문화적인 취미에 탐닉하며 우유부단한 태도를 취하였다.
더욱이 부에이 소동(武衛騒動)을 계기로 하여 발생한 분쇼의 정변(文正の政変)으로 슈고 다이묘의 압박을 받은 요시마사의 측근 층이 해체되어, 이세 사다치카 등 수족으로 여기던 가신을 잃은 요시마사는 정치에 대한 의욕을 완전히 잃게 되었다. 이 문제에 전에 벌어진 시바 가문과 하타케야마 가문의 가독 상속 문제가 더해져, 오닌 원년(1467년), 오닌의 난이 발발하였다. 전란은 남조의 자손까지 참가하는 등 전혀 수습될 기미가 보이지 않고 전국 규모로 발전하였다.
그러나, 요시마사는 전란에 대처하지 않은 채 주연과 렌가회 등으로 날을 보내면서 하나노 고쇼에서 고카와 저택(小川邸)으로 옮겨가 쇼군 후계자 문제로 불화하게 된 도미코와 별거를 시작하였다. 분메이 5년(1473년), 서군의 필두 야마나 소젠과 동군의 수장 호소카와 가쓰모토가 사망한 것을 계기로 요시마사는 12월에 쇼군직을 아들 아시카가 요시히사에게 물려주고 정식으로 은거하였다.

### 만년

은각사(銀閣寺)

도미코와의 불화는 여전하여 분메이 7년(1475년)에 하나노 고쇼가 교토 시가지의 전화로 소설되어 도미코와 아들 요시히사가 고카와 저택으로 옮겨오자, 요시마사는 도망치듯이 히가시야마로 이사하였다. 분메이 9년(1477년)에 오닌의 난이 끝났으나, 요시히사와는 이때까지도 의견의 차이가 심했고 도미코와도 더욱이 사이가 나빠져갔다.
당시, 무로마치도노(室町殿, 요시히사)에 대하여 히가시야마도노(東山殿, 요시마사)라고 불리며 정치 결정 기관이 두 군데로 분열한 형태가 되었다. 그 때문인지, 오닌의 난 후에도 요시마사는 은거하여 문화적인 활동에 더욱 박차를 가하였다.
분메이 14년(1482년)에는 히가시야마 산장(東山山荘)의 조영을 시작하여 조부 아시카가 요시미쓰가 지은 금각(金閣)을 베이스로 한 은각(銀閣) 등을 지었다. 분메이 17년(1485년) 5월에 요시히사의 측근 호코슈(奉公衆)와 요시마사의 측근 부교슈가 무력 충돌하는 사건이 벌어지는 등, 요시마사와 요시히사의 대립은 더욱 격화되었다. 그해 6월, 이 사건 때문에 요시마사는 삭발하고 출가하여 사실상 정무에서 완전히 손을 떼기로 결정하였다.

### 죽음
적남 아시카가 요시히사(足利義尚)가 엔토쿠 원년(1489년)에 조쿄·엔토쿠의 난(長享・延徳の乱) 진중에서 사망하였기 때문에 요시마사는 어쩔 수 없이 정무 복귀를 결의하였다 그러나 히노 도미코가 요시마사의 정무 복귀를 반대하였고, 더욱이 요시마사 자신도 중풍으로 쓰러져 사실상 정무에 복귀하기 힘들어졌기 때문에 미노에 망명중이던 동생 아시카가 요시미(足利義視)와 화해하고 요시미의 적남 아시카가 요시키(足利義材, 후의 요시타네)를 자신의 양자로 삼아 제 10대 쇼군에 지명하고 뒷일을 부탁하였다.

## 평가

### 히가시야마 문화(東山文化)

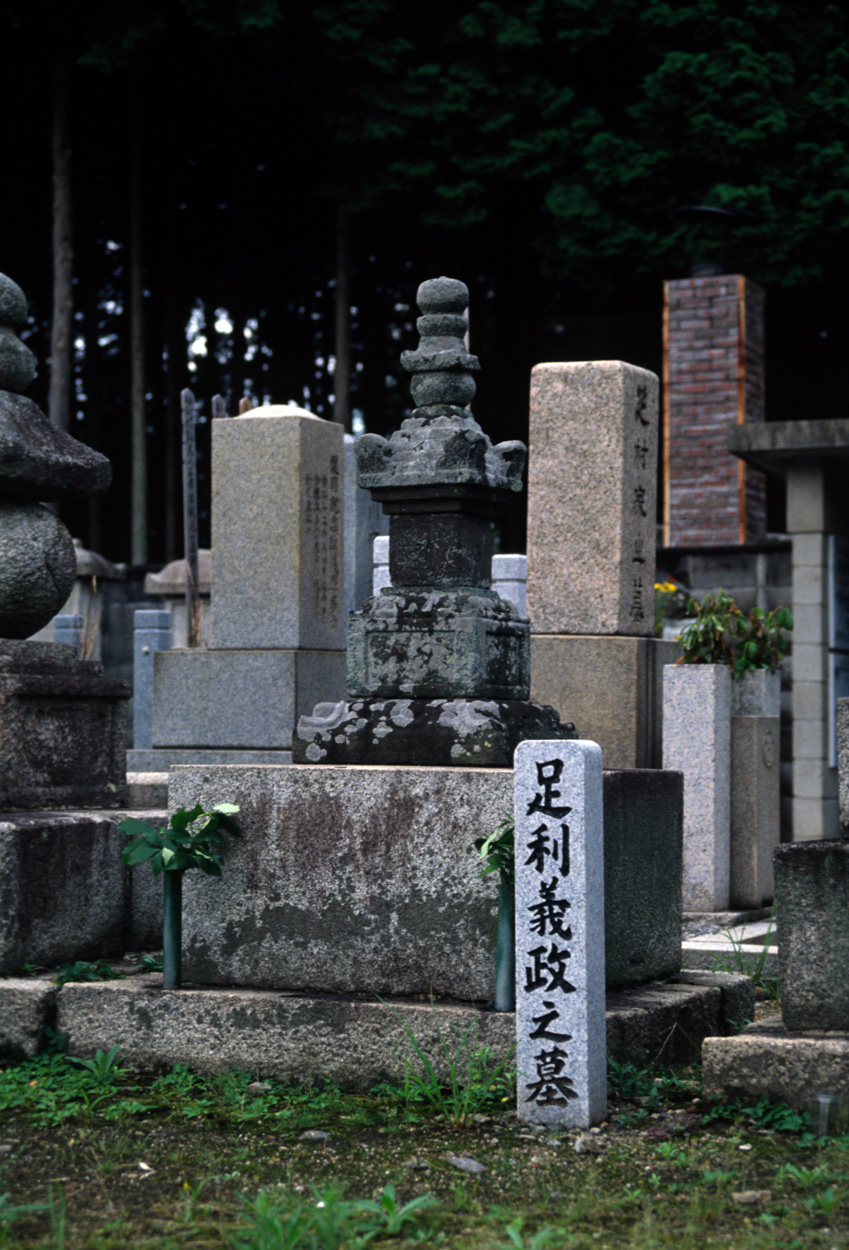
아시카가 요시마사 묘

문화면에서는 공적을 남겼다. 정원사 젠아미(善阿弥)와 가노파의 화가 가노 마사노부(狩野正信), 노가쿠의 명인 온아미(音阿弥)등을 곁에 두어, 히가시야마에 히가시야마덴을 건축하였다(후에 지쇼지가 되어, 은각 등은 현재까지도 남아있다). 이 시대의 문화는 은각으로 대표되는 일본 전통의 미의식 와비 사비를 중요시하는 특징을 보여 금각으로 대표되는 제 3대 쇼군 요시미쓰 시대의 화려한 기타야마 문화(北山文化)에 견주어 히가시야마 문화라고 불린다.

### 감합무역
쇼군 요시노리 사후 중단되었던 감합무역을 호토쿠 3년(1451년)에 부활시켰다. 이후 감합무역은 16세기 중엽까지 이어져, 경제교류와 문화 발전에 기여하였다. 이러한 감합무역의 부활과 요시마사에게서 실권을 빼앗은 슈고 다이묘와 측근들의 막부관료 재정 재건책이 빛을 발하여 요시마사 치세 전반기는 요시미쓰의 시대와 더불어 막부 재정이 안정세를 보였던 것으로 여겨진다. 그러나 역설적이게도 실권을 빼앗겨 정무에 관심을 잃은 요시마사는 그 성과를 막부의 권위 회복이나 민중 구제에 쓰지 않고, 취미인 건축과 정원 조경에 마구 쏟아부어서 오닌의 난 이후 막부 재정난의 원인을 제공하였다. 결국, 후에 무역의 실권이 호소카와 가문과 오우치 가문으로 넘어가자 쇼군 가문의 경제력은 쇠퇴하였다.

## 요시마사의헨기(偏諱)를 받은 사람
- 요시시게(義成) 시대

- 아시카가 시게우지(足利成氏)
- 도키 시게요리(土岐成頼)
- 다테 나리무네(伊達成宗)

- 요시마사(義政) 시대

- 히노 마사스케(日野政資)
- 고노에 마사이에(近衛政家)
- 구조 마사모토(九条政基)
- 이치조 마사후사(一条政房)
- 아시카가 마사우지(足利政氏)
- 하타케야마 마사나가(畠山政長)
- 호소카와 마사모토(細川政元)
- 도키 마사후사(土岐政房)
- 유키 마사타네(結城政胤)
- 히타 마사스에(肥田政季)
- 야마나 마사토요(山名政豊)
- 오우치 마시히로(大内政弘)
- 도가시 마사치카(富樫政親)